# Paola Pezzo
Paola Pezzo, née le 8 janvier 1969 à Bosco Chiesanuova, est une cycliste italienne, spécialiste de VTT cross-country. Elle a remporté les deux premiers titres olympiques de cette discipline en 1996 et 2000.
Elle est admise au Mountain Bike Hall of Fame en 1999.

## Biographie
Paola Pezzo pratiqua avant le cyclisme à un bon niveau, le ski de fond avec de bons résultats, mais en 1988, elle privilégia le cyclisme et en particulier le VTT.

### Jeux olympiques
- Atlanta 1996
  -  Médaillée d'or en VTT cross-country
- Sydney 2000
  -  Médaillée d'or en VTT cross-country

### Championnats du monde
- 1993 :  Championne du monde (Métabief, France)
- 1997 :  Championne du monde (Château-d'Œx, Suisse)
- 1999 :  Médaillée de bronze
- 2000 :  Médaillée de bronze

### Coupe du monde
Coupe du monde de cross-country (1)
- 1994 : vainqueur de 1 manche
- 1995 : 3e du classement général, vainqueur de 2 manches
- 1997 : 1re du classement général[1], vainqueur de 8 manches
- 1998 : 3e du classement général, vainqueur de 1 manche
- 1999 : 11e du classement général, vainqueur de 1 manche
- 2000 : 18e du classement général

### Championnat d'Europe
- Championne d'Europe de cross-country (3) : 1994, 1996 et 1999 (2e en 2000)

### Championnat d'Italie
- Championne d'Italie de cross-country (5) : 1991, 1992, 1993, 1994 et 2005

## Récompenses
- Ordre du Mérite de la République italienne
- Mountain Bike Hall of Fame
- UEC Hall of Fame[2]